# Mega Man X4
Mega Man X4 is een computerspel ontwikkeld en uitgegeven door Capcom en kwam uit in 1997.

## Spel
Het spel vindt plaats in een wereld waarin mensen en slimme robots genaamd Reploids samen leven. Een militaire groep heeft de opdracht te jagen op 'Mavericks', gevaarlijke Reploids die een verwoestend karakter hebben.
De speler moet acht levels voltooien met diverse vijanden en moet een speciaal wapen bemachtigen van elke eindbaas. In tegenstelling tot andere spellen in de serie kan de speler nu kiezen uit twee protagonisten aan het begin van het spel, X en Zero.

## Platforms
| Jaar | Platform    | Land                            |
| ---- | ----------- | ------------------------------- |
| 1997 | Sega Saturn | Japan, Verenigde Staten         |
| 1997 | PlayStation | Japan, Verenigde Staten, Europa |
| 1998 | Windows     | Japan, Verenigde Staten, Europa |
| 2011 | Mobiel      | Japan                           |